# 현대 기독교 음악

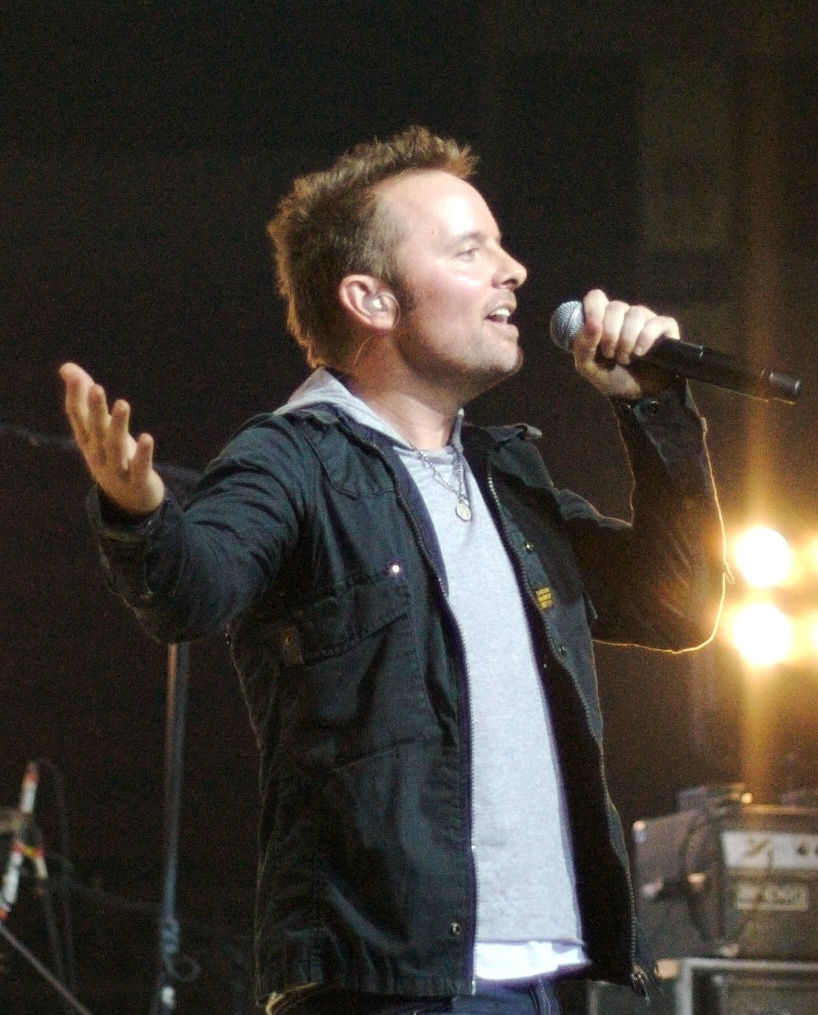
크리스 탐린

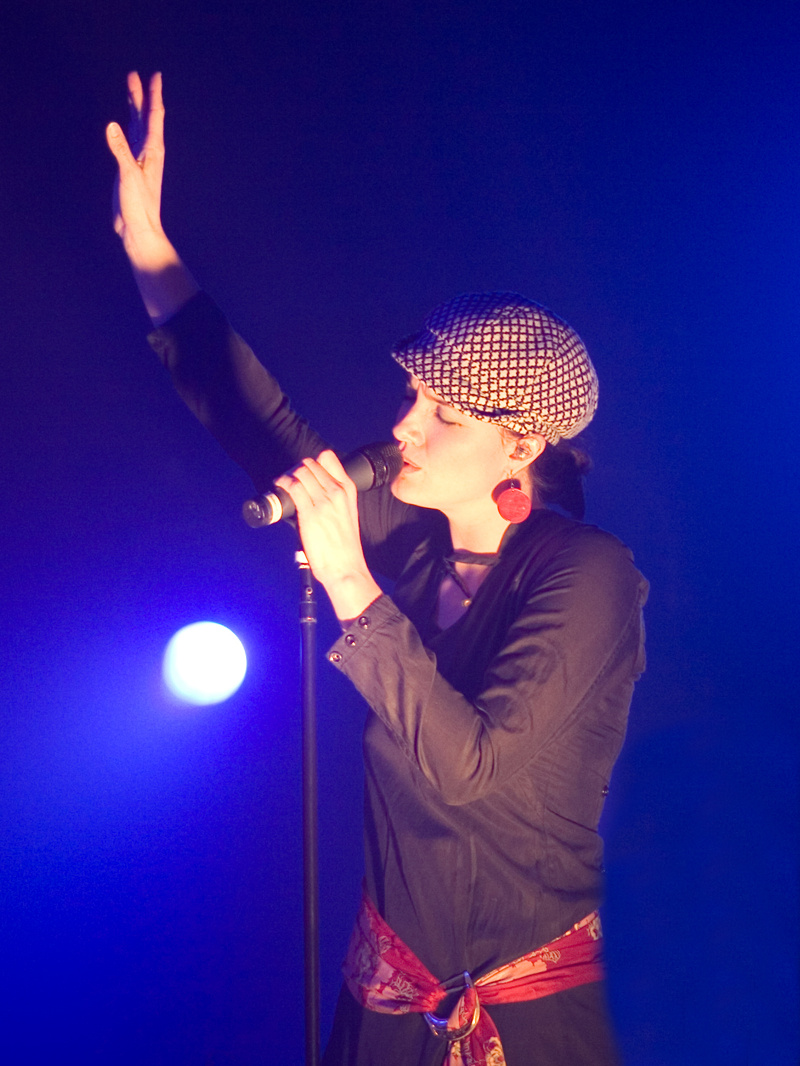
레베카 세인트 제임스

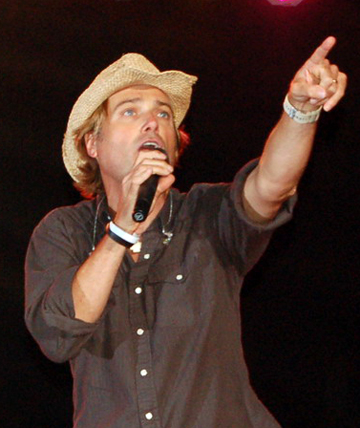
마이클 W. 스미스

현대 기독교 음악, 즉 CCM(Contemporary Christian Music)은 음악의 한 분야로서, 가사에 기독교 믿음을 직접 또는 간접적으로 담고 있는 현대 대중음악의 한 장르로 여겨지며, 그 밖의 지역에서는 영감적인 음악(Inspirational Music)이라는 표기도 사용한다. 이 음악의 정의에 대해서는 기독교의 종파별로 차이가 있다.
크리스천 팝(Christian pop)이라고도 알려져 있는 현대 대중음악의 한 장르로, 서정적으로는 기독교 신앙과 관련된 문제에 초점을 맞추고 문체로는 기독교 음악에 뿌리를 둔 기독교 미디어의 일종이다. 미국에서 유래하여 1960년대 예수 운동 부흥의 영향을 받은 사람들이 당시 교회에서 유행하던 찬가, 복음성가, 남부 가스펠 음악을 넘어 다른 스타일의 대중음악으로 자신을 표현하기 시작한 사람들에 의해 결성되었다. 처음에는 예수 음악(Jesus Music)으로 불렸고 오늘날 이 용어는 일반적으로 팝을 지칭하는 데 사용되지만 록, 얼터너티브 록, 힙합, 메탈, 워십, 펑크, 하드코어 펑크, 라틴, 일렉트로닉 댄스 음악, R&B 영향을 받은 가스펠, 컨트리 스타일도 포함한다.
빌보드의 Christian Albums, Christian Songs, Hot Christian AC (Adult Contemporary), Christian CHR, Soft AC/Inspiring, Christian Digital Songs 및 영국 공식 기독교 및 복음 앨범 차트를 포함한 여러 음악 차트에 포함되었다. 최고 판매 CCM 아티스트도 빌보드 200에 등장한다. 아이튠즈 스토어에서는 이 장르가 기독교 및 가스펠 장르의 일부로 표시되는 반면 구글 플레이 뮤직 시스템에서는 이를 기독교/복음으로 표시한다.

## 정의
오늘날 이 용어는 단순히 고전적인 찬송가의 반대가 아닌, 내슈빌 기반의 팝, 록, 워십 기독교 음악 산업을 가리키는 데 쓰인다. 그러나 기독교적 가사가 포함된 모든 현대 음악이 내슈빌 CCM 산업의 일부가 되지는 않는다. 이외에도 펑크, 하드코어, 거룩한 힙합 그룹은 명백히 신앙의 문제를 다루고 있지만 일반적으로 이를 CCM이라 부르지는 않는다. 또, 버즈, 밥 딜런, 밴 모리슨, 엘비스 프레슬리, 라이프하우스, U2, 래퍼 DMX는 기독교적 주제로 그들의 작품을 다루기도 하였지만 CCM 산업의 일부는 아니다. 대한민국의 경우에도 마찬가지로 CCM으로 분류되지 않으나 이에 준하는 음악들도 많이 있다. 시인과 촌장의 "가시나무"와 같은 곡이 대표적인 예이다. 한스밴드의 경우는 CCM과 대중가요를 병행한 적이 있다.
이런 스타일의 CCM은 한국 개신교에 1970년에서 본격적으로 시작되었다. 현재 모든 교회들은 예배이전에 CCM 사용하고 있다. 한편 한국 로마 가톨릭교회에서는 '한국 천주교 성음악 지침'에서 CCM, 즉 '동시대 교회 음악' 을 '복음 성가, 생활 성가, 영가, 젠 성가, 떼제 성가'등의 다양한 음악을 포함한 개념으로 정의하고 있는데, 이 정의된 범위는 한국 개신교에서 사용하는 CCM의 범위를 상당히 넘어서는 것이다.

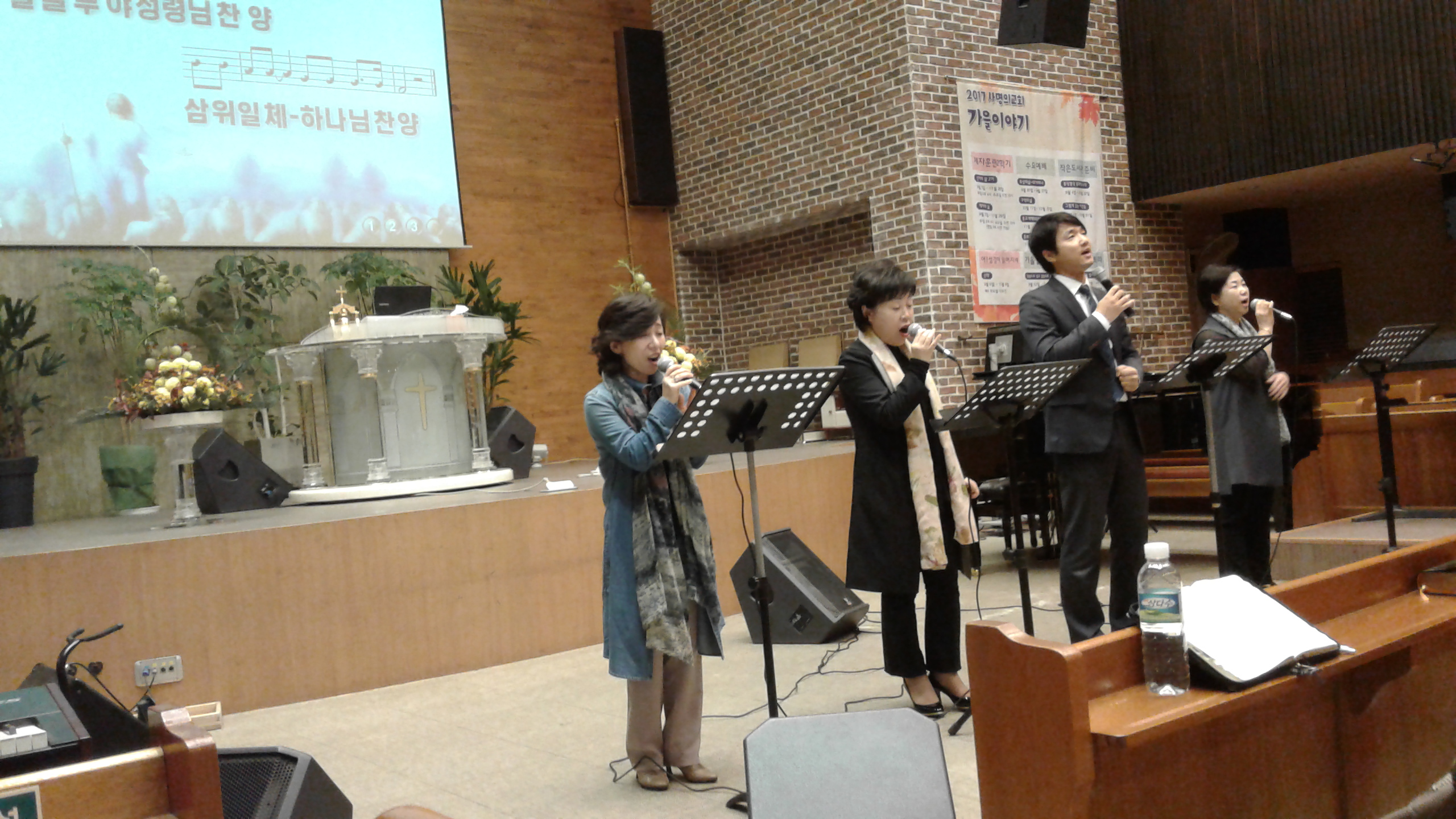
CCM을 부르고 있는 성도들, 2017년 11월 1일, 수원 사명의 교회

## 역사
CCM(Contemporary Christian Music)이라는 장르는 1960년대 말과 1970년대 초에 예수 그리스도 운동이 부활하면서 공식적인 이름이 되었으며, 원래는 지저스 뮤직(Jesus music)으로 불렸다. "당시 60년대의 반문화 성향을 가진 많은 젊은이들이 예수를 믿는다고 고백하였다. 마약, 자유분방한 섹스, 과격한 성향에 기반을 둔 생활을 하고 있다고 여겼던 히피들이 예수의 사람들(Jesus people)이 되었다"
미국의 빌보드 지에는 "크리스천 앨범", "크리스천 송"으로 분류되고 있다. 그리고 라디오 앤드 레코드 지의 크리스천 AC (Adult Contemporary; 성인 현대곡), 크리스천 CHR (Contemporary Hit Radio; 현대곡 히트 라디오), 크리스천 록, 영감적인 곡(INSPO, Inspirational)으로 되어 있으며 아이튠즈 스토어의 경우 크리스천과 가스펠(Christian & Gospel) 장르로 분류되어 있다.

### 시작 (1950년대~60년대)
1950년대에 로큰롤 음악의 인기가 높아지자 교회에서는 그것이 죄악을 조장한다고 믿었기 때문에 처음에는 무시했다. 그러나 복음주의 교회가 더 많은 사람들에게 어필하기 위해 적응함에 따라, 예배에 사용되는 음악 스타일도 이 대중적인 스타일의 소리를 채택함으로써 변화했다.
이 장르는 1960년대 후반과 1970년대 초반 예수운동 부흥의 결과로 현대기독교음악으로 알려지게 되었으며, 원래는 예수음악(Jesus music)이라 불렸다. 그 무렵, 60년대 반문화의 많은 젊은이들이 예수를 믿는다고 공언했다. 마약, 자유 섹스, "급진적 정치"에 기초한 생활 방식의 "적나라함"을 확신하면서 일부 지저스 '히피'는 지저스 피플(Jesus people)로 알려지게 되었다. 그러나 예수를 또 다른 '여행'으로 느끼는 사람들도 있었다. 기독교 음악이 산업화되기 시작한 것은 1970년대 예수 운동 때였다. '예수 음악'은 악기를 연주하고 사랑과 평화에 대한 노래를 부르면서 시작되었고, 그것이 곧 하나님의 사랑으로 바뀌었다. "교회 음악을 재고하며"(Rethinking Church Music)라는 책을 쓴 폴 볼게무스(Paul Wohlegemuth)는 "1970년대에는 모든 수준의 교회 음악에서 록의 영향을 받은 음악이 눈에 띄게 수용되는 것을 보게 될 것이다. 록 스타일은 모든 사람들에게 더욱 친숙해질 것이며, 리드미컬한 과잉은 세련되고 이전의 세속적 연관성은 덜 기억될 것이다."라고 말했다.
복음주의 예술가들은 1960년대 CCM에 지대한 공헌을 했으며, 기독교 펑크나 기독교 메탈을 거쳐 기독교 록부터 기독교 힙합까지 다양한 기독교 음악 스타일을 발전시켰다. 관련된 사람들은 1960년대 후반부터 1970년대 초반까지 예수 운동의 영향을 받았는데, 이 운동의 지지자들은 히피족과 꽃아이 같은 반문화 운동에 대한 복음주의 기독교인의 대응으로 자신들을 구어체로 "예수 괴물"이라고 불렀다. 갈보리 채플은 1971년에 마라나타 음악을 시작한 그러한 반응 중 하나였다. 그들은 곧 대중 음악과 예배 음악의 대안적인 스타일로 자신을 표현하기 시작했다. 기독교 음악에 상을 주는 연례 시상식인 도브 어워드(Dove Awards)는 1969년 10월 테네시주 멤피스에서 복음음악협회(Gospel Music Association)에 의해 창설되었다.
CCM의 출현 당시 내부 비판이 있었다. 기독교 대학인 밥 존스 대학교는 기숙사 학생들이 CCM을 듣는 것을 권장하지 않는다. 복음주의 팝 음악으로 인한 논란은 제럴드 클라크(Gerald Clarke)가 타임 (잡지)지 기사 "악마의 음악에 대한 새로운 가사"에서 탐구했다.
래리 노먼(Larry Norman)은 록 리듬과 기독교 메시지를 혼합한 새로운 장르의 발전에 대한 그의 초기 기여(예수 운동 이전) 때문에 종종 "기독교 록의 아버지"로 기억된다. 그의 스타일은 처음에는 당시 기독교 공동체의 많은 사람들에게 호평을 받지 못했지만, 그는 경력 전반에 걸쳐 "Why Should the Devil Have All the Good Music?"과 같은 논란이 되는 하드 록 곡을 계속해서 만들었다. 그는 복음음악 명예의 전당에 "로큰롤과 기독교 가사를 최초로 결합한" 예술가로 기억된다. 1960년대에는 현대적인 노래가 포함된 기독교 앨범이 있었지만, 1969년에 녹음된 두 개의 앨범이 "Jesus rock"의 첫 번째 완전 앨범으로 간주된다. 래리 노먼의 Upon This Rock(1969)은 처음에 캐피틀 레코드에서 발매했고, 코틸리언(Cotillion)에서 발매한 Mylon – We Believe by Mylon LeFevre는 복음성가와 서던 록을 혼합하려는 르페브르의 시도였다. 전통 음악이나 남부 가스펠 음악과는 달리 이 새로운 예수 음악은 록과 포크 음악에서 탄생했다.
이 운동의 선구자에는 안드레 크라우치 앤드 더 디사이플스, 디 임페리얼스, 마이클 오마시안, 세컨드 챕터 오브 액츠, 필 키기, 러브 송, 배리 맥과이어, 에비, 폴 클락, 랜디 매튜스, 랜디 스톤힐 및 키스 그린도 포함되었다. 작은 예수 음악 문화는 1980년대에 수백만 달러 규모의 산업으로 확장되었다. 베니 헤스터, 에이미 그랜트, DC 토크, 마이클 W. 스미스, 스트라이퍼, 자스 오브 클레이와 같은 많은 CCM 아티스트는 톱 40 주류 라디오 방송에서 크로스오버 성공을 거두었다.

### 인기 (1970년대~90년대)
이 장르는 1970년대와 1980년대에 등장하여 널리 퍼졌다. 1978년 7월부터 CCM 매거진은 2009년 온라인 출판물을 출시할 때까지 "현대 기독교 음악" 아티스트와 광범위한 영적 주제를 다루기 시작했다.
찬양과 경배, 믿음, 격려, 기도 등 노래와 가사 뒤에는 특정한 주제와 메시지가 담겨 있다. 이 노래들은 또한 헌신, 영감, 구원, 화해, 갱신이라는 주제에 중점을 두고 있다. 많은 사람들이 힘든 시기를 통해 위안을 얻기 위해 현대 기독교 음악을 듣는다. CCM 노래에 전달된 가사와 메시지는 지난 수십 년 동안 다양하고 긍정적인 기독교 메시지를 담고 있었다. 예를 들어, 어떤 노래는 복음을 전하는 것을 목적으로 하고 어떤 가사는 예수님을 찬양하고 경배하는 것을 의미한다. CCM의 초기 목표 중 하나는 비기독교인들에게 예수님의 소식을 전하는 것이었다. 또한 현대 기독교 음악은 기독교인의 신앙을 강화시켜 주기도 한다.
다양한 복음주의 음반사들이 이 운동을 지지해 왔다. 크리스천 록에는 베일러 대학교에서 기독교 음악을 전공한 빌리 레이 헌(Billy Ray Hearn)이 1976년 미국에서 설립한 스패로우 레코드(Sparrow Records)가 있다. 1991년 호주 시드니 힐송교회가 창단한 힐송뮤직의 노래는 다양한 언어로 번역돼 전 세계 복음주의 교회에 상당한 영향력을 끼쳐왔다.
기독교 힙합 분야에서는 토비맥, 토드 콜린스(Todd Collins), 조이 엘우드(Joey Elwood)가 1994년 최초의 전문 레이블 고티 레코드(Gotee Records)를 설립했다. 레크래(Lecrae)와 벤 워셔(Ben Washer)가 2004년에 리치 레코드(Reach Records) 레이블을 설립한 것도 기독교 힙합 발전에 큰 영향을 미쳤다.

## 현대의 CCM
현대 기독교 음악은 포크, 가스펠, 팝, 록 음악의 영향을 받았다. 소프트록, 포크록, 얼터너티브, 힙합 등 음악 장르가 CCM에 큰 영향을 미쳤다.
카리스마 교회(Charismatic churc)는 현대 기독교 음악에 큰 영향을 미쳤으며 CCM의 가장 큰 제작자 중 하나이다. 힐송 교회는 저명한 CCM 아티스트 중 한 명이다. 현대 기독교 음악은 또한 많은 하위 장르로 확장되었다. 크리스찬 펑크, 크리스찬 하드코어, 크리스찬 메탈, 크리스찬 힙합은 비록 일반적으로 CCM으로 간주되지는 않지만 이 장르의 산하에 포함될 수도 있다. 현대 예배음악도 현대 CCM에 통합되어 있다. 현대 예배는 교회 예배 중에 녹음되고 수행된다.
2000년대에는 주로 침례교, 개혁파, 그리고 보다 전통적인 개신교의 비종파적 분파에서 뚜렷하게 신학적인 초점을 맞춘 현대 예배 음악이 등장했다. 아티스트에는 셰인 앤드 셰인(Shane & Shane) 및 힐송 유나이티드와 현대 찬송가 작가인 키스 앤드 크리스틴 게티(Keith & Kristyn Getty)와 같은 잘 알려진 그룹은 물론 소버린 그레이스 뮤직(Sovereign Grace Music), 매트 보스웰(Matt Boswell) 및 아론 키예스(Aaron Keyes)와 같은 다른 그룹도 포함된다. 이 형식은 많은 교회와 기타 문화 분야에서 인기를 얻고 있으며 여러 인터넷 스트리밍 서비스의 CCM 컬렉션 및 음악 알고리즘에서 들을 수 있다.

## 대표적인 음악가

### 해외의 대표적인 음악가
해외의 대표적인 음악가로는 에이미 그랜트, 스티브 커티스 채프만, 디씨토크, 커크 프랭클린, 아발론, 크리스 톰린, 맷 래드먼, 자스 오브 클레이(Jars of Clay), 마이클 W. 스미스, 페트라, 지저스 컬처(Jesus Culture), 베델 뮤직(Bethel Music), 힐송 유나이티드 등이 있다.

### 한국의 대표적인 음악가
대한민국에서는 주찬양선교단, 다윗과 요나단, 소리엘, 최덕신, 박종호, 하덕규, 강명식, 김도현, 김명식, 꿈이 있는 자유, 정종원, 한웅재, 송정미, 소향, 향기로운 나무, 김수진, PK, 천관웅, 어노인팅, 예수전도단, 옹기장이, 바이러스, 디사이플스, 마커스워십, 제이어스, WELOVE, 빛가운데로 등이 잘 알려져 있다.

## 비판
개혁 장로교 전통의 브라이언 슈워틀리(Brian Schwertley)는 2001년에 예배에 CCM을 포함시키는 것은 성경이 정한 하나님을 예배하는 방법에 인간이 만든 발명품, 가사, 악기를 추가하기 때문에 예배의 두 번째 계명과 규정적 원리를 위반한다고 썼다.
현대 기독교 음악가들과 청취자들은 전통적으로 종교 음악을 들을 수 없는 환경으로 그들의 음악을 확장하려고 노력해 왔다. 예를 들어, 머시미(MercyMe)의 노래 "I Can Only Imagine"은 분명한 기독교 메시지를 담고 있음에도 불구하고 크로스오버 성공을 거두었다.
현대 기독교 음악의 창시자 폴 베이커(Paul Baker)는 "음악은 사역인가, 아니면 오락인가? 양쪽의 동기는 거의 항상 성실하고 선의였으며 악의적인 경우는 거의 없었다"는 질문에 답했다.
현대 증인의 기독교 음악(Christian Music in Contemporary Witness)의 저자인 도널드 엘스워스(Donald Ellsworth)는 "교회의 책임은 현실로부터의 탈출을 제공하는 것이 아니라 합법적이고 성경적인 수단을 통해 현대 문제에 대한 답을 제공하는 것"이라고 말했다.
남침례회 내 설교와 예배 컨설턴트인 제임스 에머리 화이트(James Emery White)는 보다 현대적인 기독교 음악을 사용하여 스타일을 바꾼 교회가 얼마나 빨리 성장했는지에 대해 말했다.
바이스 (잡지) 매거진에 따르면 CCM은 마약과의 전쟁, 기독교 민족주의, 선교 여행, 학교 기도, LGBT 커뮤니티와 같은 주제에 대한 견해를 제시하면서 "기독교 우파의 선전부 역할을 해왔다"고 한다.

### 'CCM' 라벨 거부
니드투브리드(Needtobreathe) 및 뮤트매스(Mutemath)와 같은 몇몇 유명 밴드는 "기독교 음악"(Christian music)이라는 레이블을 거부했으며 후자는 자신의 음반사를 그렇게 마케팅하는 것에 대해 소송을 제기했다. 분류에 대해 니드투브리드는 롤링스톤에 "모든 레이블은 제한적이다. 특히 레이블은 특히 제한적이다. 내 생각에는 사람들이 밴드를 읽기 때문에 항상 밴드를 무시하는 것 같다....나는 그런 생각이 싫다. 그들은 어떻게든 내가 그들을 위해 음악을 만들지 않고 우리가 모든 사람을 위해 음악을 연주하지 않는다고 생각한다. 기독교 음반 계약이 성사됐지만 우리는 올바른 음반 계약이 성사될 때까지 몇 년을 기다렸다. 우리는 그 이후로 계속 활동해 왔다. 하지만 처음 시작했을 때 우리는 모든 사람이 음반을 사용할 수 있기를 원한다."고 말했다.

## 같이 보기
- 찬양
- 기독교 예배
- 극동방송 전국복음성가 경연 대회
- 가스펠스타C
- 씨씨엠스타

## 추가 문헌
- Alfonso, Barry. The Billboard Guide to Contemporary Christian Music. Billboard Books, 2002.
- Beaujon, Andrew (2006). 《Body Piercing Saved My Life: Inside the Phenomenon of Christian Rock》. Cambridge, Massachusetts: Da Capo Press. ISBN 0-306-81457-9.
- Di Sabatino, David (1999). 《The Jesus People Movement: An Annotated Bibliography and General Resource》. Bibliographies and Indexes in Religious Studies, Number 49. Westport, CT: Greenwood Press. ISBN 0313302685.
- Du Noyer, Paul (2003). 〈Contemporary Christian Music〉. 《The Billboard Illustrated Encyclopedia of Music》. 뉴욕: Billboard Books. 422–423쪽. ISBN 0-8230-7869-8.
- Granger, Thom (2001). 《CCM Presents: The 100 Greatest Albums in Christian Music》. Nashville: CCM Books.
- Hendershot, Heather (2004). 〈Why Should the Devil Have all the Good Music? Christian Music and the Secular Marketplace〉. 《Shaking the World for Jesus: Media and Conservative Evangelical Culture》. Chicago, Illinois: University of Chicago Press. ISBN 0-226-32679-9.
- Howard, Jay R; Streck, John M. (1999). 《Apostles of Rock: The Splintered World of Contemporary Christian Music》. Lexington, Kentucky: The University of Kentucky Press. ISBN 081319086X.
- Joseph, Mark (1999). 《The Rock and Roll Rebellion: Why People of Faith Abandoned Rock Music-- And Why They're Coming Back》. Nashville: Broadman & Holman.
- Joseph, Mark (2003). 《Faith, God & Rock 'n' Roll》. London: Sanctuary.
- Kyle, Richard (2006). 〈If You Can't Beat 'em Join 'em〉. 《Evangelicalism : an Americanized Christianity》. New Brunswick, New Jersey: Transaction Publishers. 281–286쪽. ISBN 0-7658-0324-0.
- Lucarini, Dan (2002). 《Why I left the Contemporary Christian Music Movement》. Evangelical Press.
- Miller, Steve (1993). 《The Contemporary Christian Music Debate》. Tyndale House.
- Mount, Daniel J. (2005). 《A City on a Hilltop? The History of Contemporary Christian Music》. Lulu.
- Powell, Mark Allan (2002). 《Encyclopedia of Contemporary Christian Music》. Peabody, Massachusetts: Hendrickson Publishers. ISBN 1-56563-679-1.
- Pruitt, Jim (2003). 《Contemporary Christian Musician's Survival Manual》. Lulu. ISBN 1-4116-0117-3. 2011년 7월 8일에 원본 문서에서 보존된 문서. 2010년 10월 15일에 확인함.
- Romanowski, William D. Eyes Wide Open: Looking for God in Popular Culture. Brazos Press, 2001.
- Young, Shawn David, Hippies, Jesus Freaks, and Music (Ann Arbor: Xanedu/Copley Original Works, 2005. ISBN 1-59399-201-7.